# Царь-пушка
«Царь-пу́шка» — именное артиллерийское орудие (дробовик) Русского Царства, памятник русского литейного искусства Нового времени.
Шедевр тяжёлой крепостной артиллерии своего времени, наиболее значительное произведение русских оружейников, одна из самых больших пушек в мире. Пушка была отлита в 1586 году, а лафет и декоративные ядра — в 1859-м. По информации, размещённой на информационной табличке у объекта, указано, что ядра и лафет изготовлены на заводе Берда в 1835 году. Первоначально установлена у Лобного места, в начале XVIII века перенесена во двор Арсенала. В 30-х годах XIX века вместе с другими пушками выставлена у фасада Оружейной палаты в качестве музейного экспоната. В настоящее время является экспонатом Музея артиллерийских орудий XVI—XIX веков.

## Пушки в России

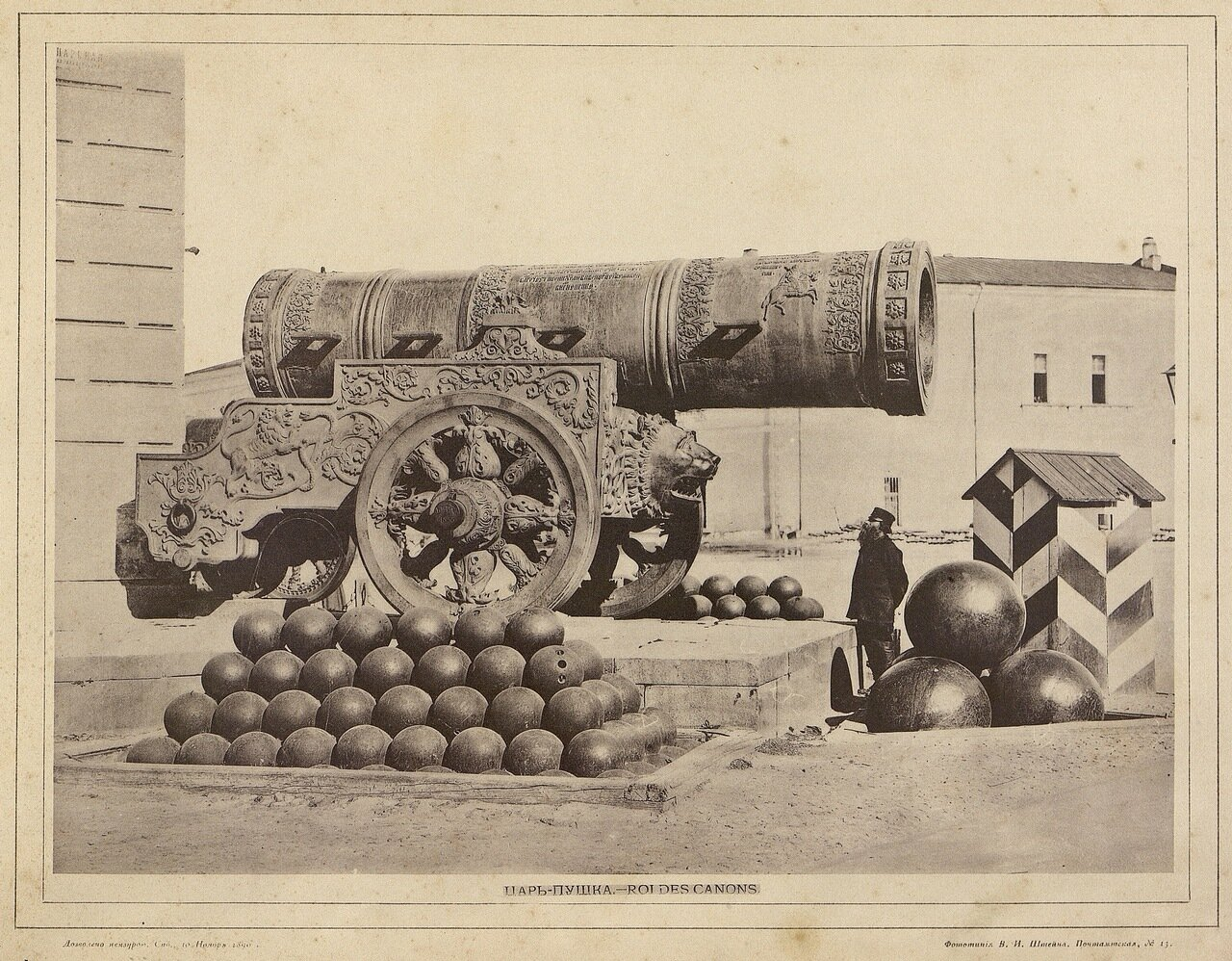
Царь-пушка на углу старого здания Оружейной палаты, 1890 год

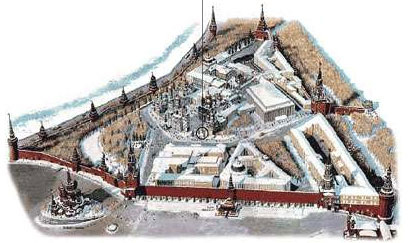
Современное местоположение пушки в Кремле

Эпоха огнестрельной артиллерии начинается в XIV веке с изобретения пороха и использования его в качестве метательного вещества. Пушки пришли на смену древним метательным орудиям и поначалу были крайне несовершенными из-за невысокого уровня развития промышленности и техники тех лет. Первые стволы изготавливали из железа, а порох — из пастообразной мякоти землистого цвета. Патрон с зарядом представлял собой сосуд с рукоятью, для выстрела его крепили в стволе специальными клиньями. Эти патроны нередко разрывались во время залпа и поражали осколками людей около пушки. По этой причине пушкари перед выстрелом прятались в укрытиях или ямах. В XV веке порох научились делать в виде сыпучей зернистой массы, что позволило засыпать его в канал ствола через дульное отверстие и плотно утрамбовывать. Железное или каменное ядро заранее оборачивали тряпками или паклей, после чего вводили в пушку аналогичным образом и забивали до соприкосновения с порохом. Калибр пушек постепенно увеличивался. Это было связано с повышением действенности артиллерии. Орудия большого калибра назывались бомбардами и предназначались для использования во время осады крепостей. Мастерами Московского пушечного двора было отлито несколько тяжёлых пушек.
Русская артиллерия зародилась в XVI веке, а в начале XVIII-го в России насчитывалось уже 9500 пушкарей. Усовершенствовалась формовка орудий: их отливали при помощи разборной формы из 12 частей, также использовались формы с продольным разъёмом. Формовка производилась горизонтально. Модель пушки вырезали из дерева и могли использовать в производстве многократно. В специально отстроенных зданиях размещали компактные литейные заводы для отливки пушек, также возводились пороховые избы.

## История

### Изготовление
По приказу царя Фёдора Ивановича в 1586 году мастер Андрей Чохов отлил из бронзы Царь-пушку. Автором идеи являлся шурин царя Борис Годунов, в то время фактически управлявший государством. По одной из версий, своё название Царь-пушка получила в честь Фёдора Ивановича, но большинство исследователей считают, что название связано именно с размерами орудия.
По приказу царя, пушку установили рядом с Лобным местом на Красной площади, чтобы сделать его более впечатляющей трибуной для выступлений государя и чтения его указов. Пушка символизировала военную мощь русского государства и символически охраняла Покровский собор и Спасские ворота, а также способствовала популярности самого Бориса Годунова.
Хотя пушка была отлита как полноценное боевое орудие, фактически она ни разу не стреляла. Единственный раз её привели в боевую готовность в 1591 году вместе с остальной столичной артиллерией, когда к Москве приблизились войска Казы-Гирея. Её установили в Китай-городе для защиты главных кремлёвских ворот и переправы через Москву-реку.

### Перестановки
В начале XVIII века в Кремле построили Арсенал, и Царь-пушку переместили во двор здания. В 1812 году французская армия при отступлении из Москвы взорвала большую часть Арсенала, при этом у всех пушек во дворе сгорели деревянные лафеты, новые лафеты изготовили к 1817 году. Царь-пушка при взрыве не пострадала. В том же 1817 её переставили к воротам Арсенала.
Два года спустя архитектор Анри Монферран принял участие в восстановлении кремлёвских сооружений и узнал о возможном возведении памятника русскому оружию в честь победы на Отечественной войне 1812 года. Анри Монферран предложил использовать царь-пушку и другую крупную пушку «Единорог» (названную так по украшению) как центральный элемент композиции, а сам памятник расположить при входе в Арсенал. По замыслу архитектора, обе пушки должны были быть уложены на деревянные лафеты зелёного цвета с чёрными железными оковками. Проект памятника утвердили, но он так и не был создан.
К вопросу о переустановке пушек на новое место вернулись в 1835 году: тогда их переставили на декоративные чугунные лафеты у главных ворот Арсенала, после чего лафеты покрыли бронзовой краской. На этих лафетах пушки стоят до сих пор. Тогда же рядом с ними установили ещё двадцать исторических орудий, ранее хранившихся во дворе. Новый лафет с орнаментом для Царь-пушки был создан по эскизу работы архитектора Александра Брюллова и инженера Павла де Витте, заказ выполнили в Санкт-Петербурге на заводе Берда. Также для пушки изготовили четыре декоративных ядра весом 1,97 тонны каждое.
В 1843 году Царь-пушку и несколько других орудий перенесли к старому зданию Оружейной палаты, позже переоборудованному под казармы. На этом месте она простояла более ста лет, пока в 1960 году казармы не снесли, и на их месте начали строительство Кремлёвского дворца съездов. В это время Царь-пушка была перевезена на автоплатформе к северному фасаду звонницы колокольни Ивана Великого, где находится до сих пор, а с противоположной от неё стороны стоит Царь-колокол.

Царь-пушка в разное время
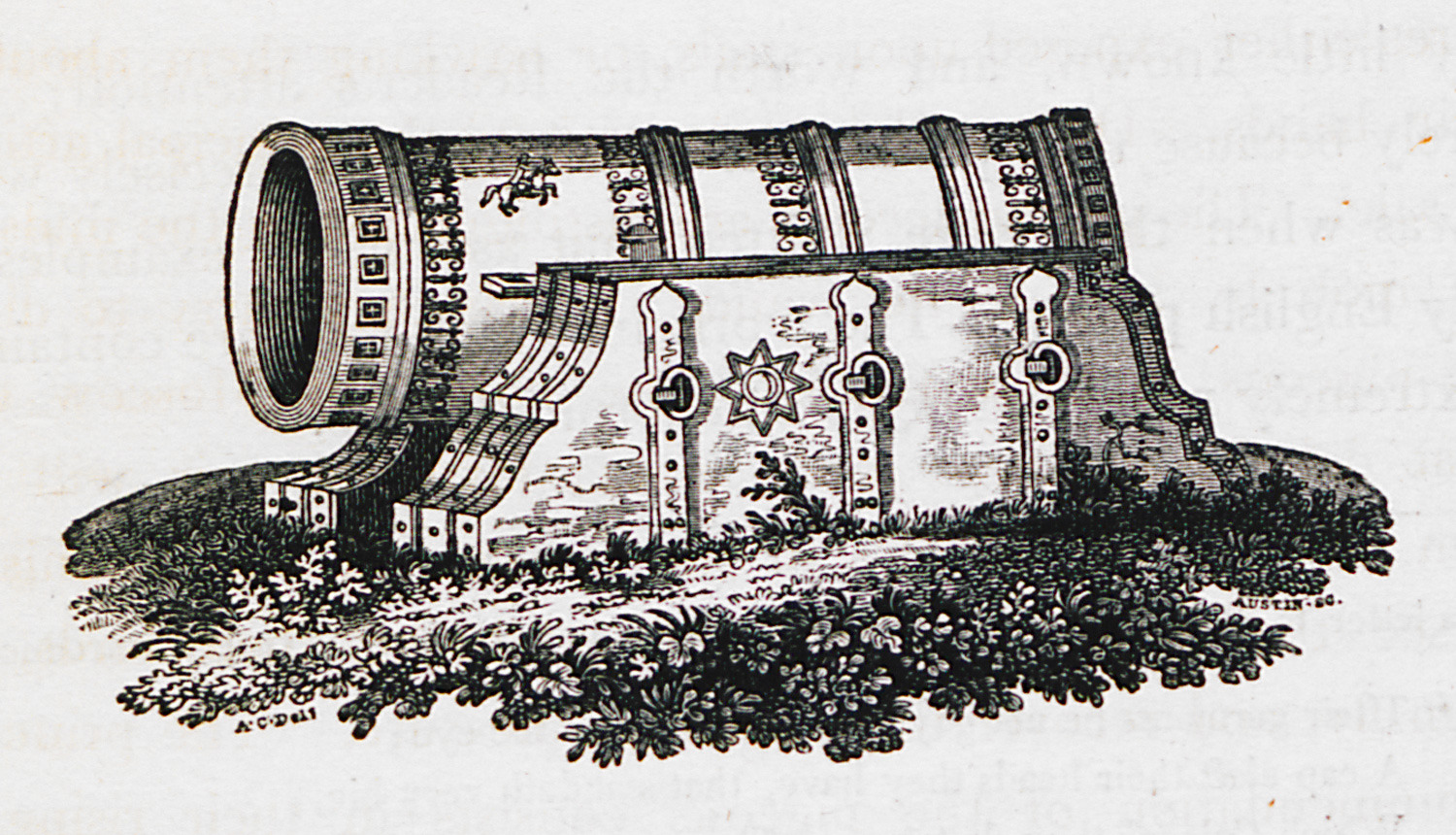
Царь-пушка на деревянном лафете в 1810 году
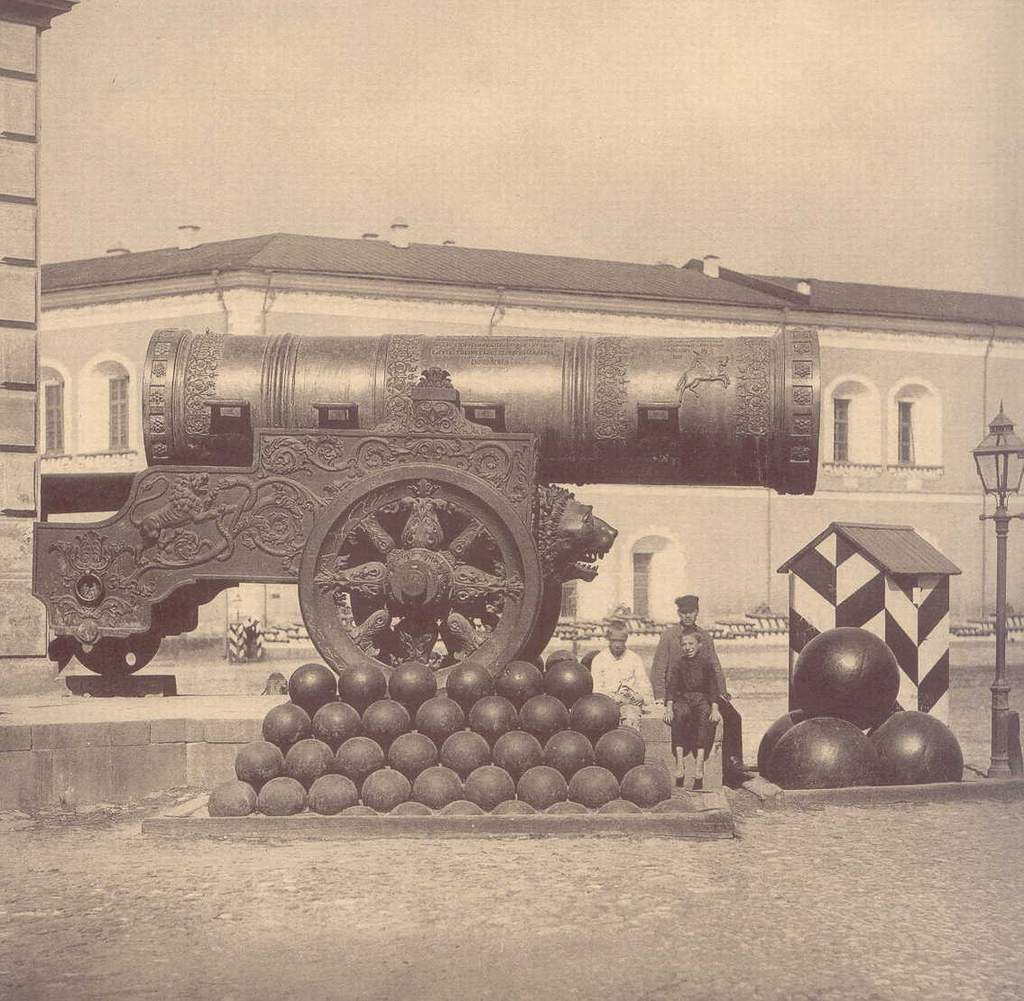
Царь-пушка, 1883
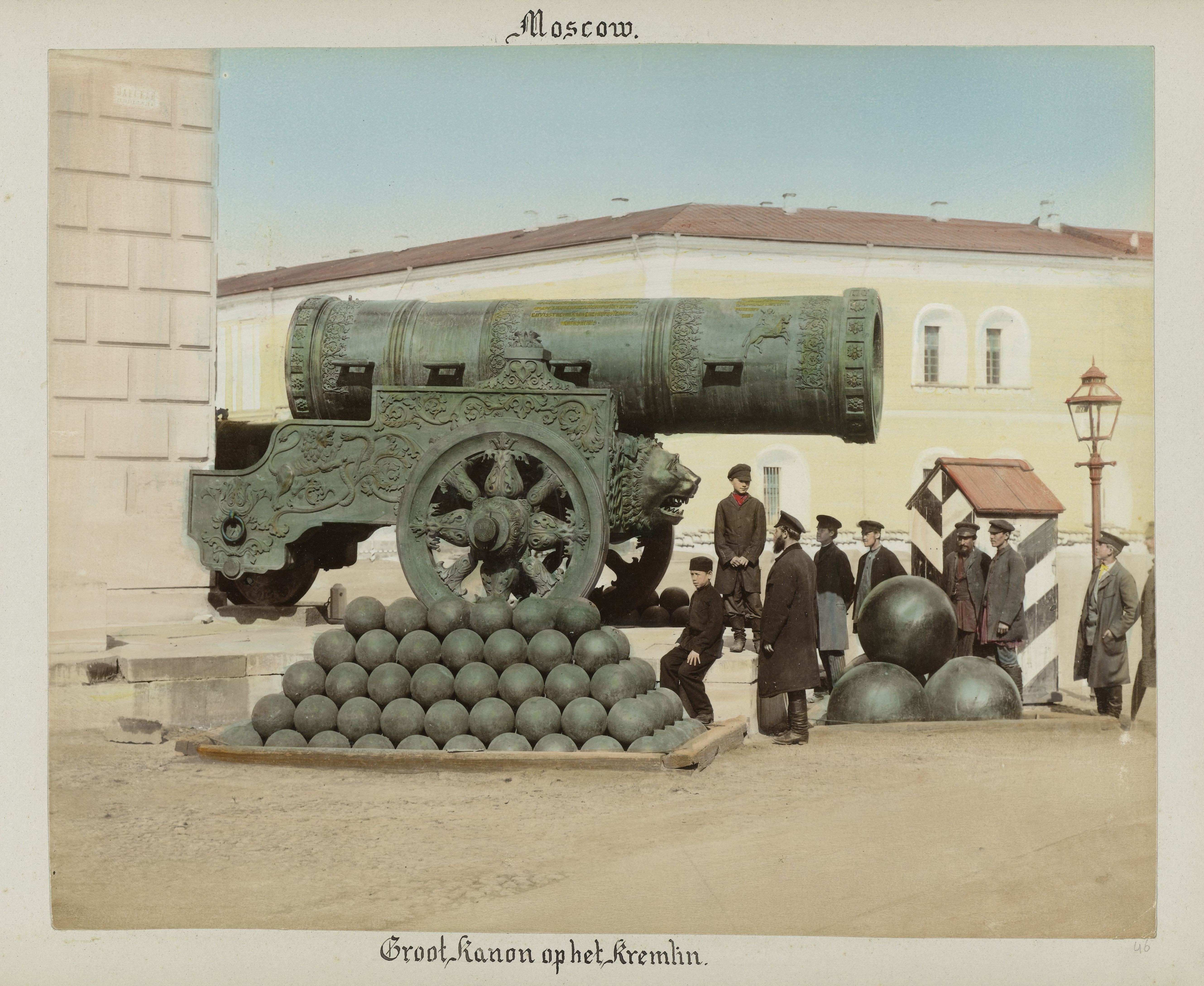
Царь-пушка, середина 1890-х
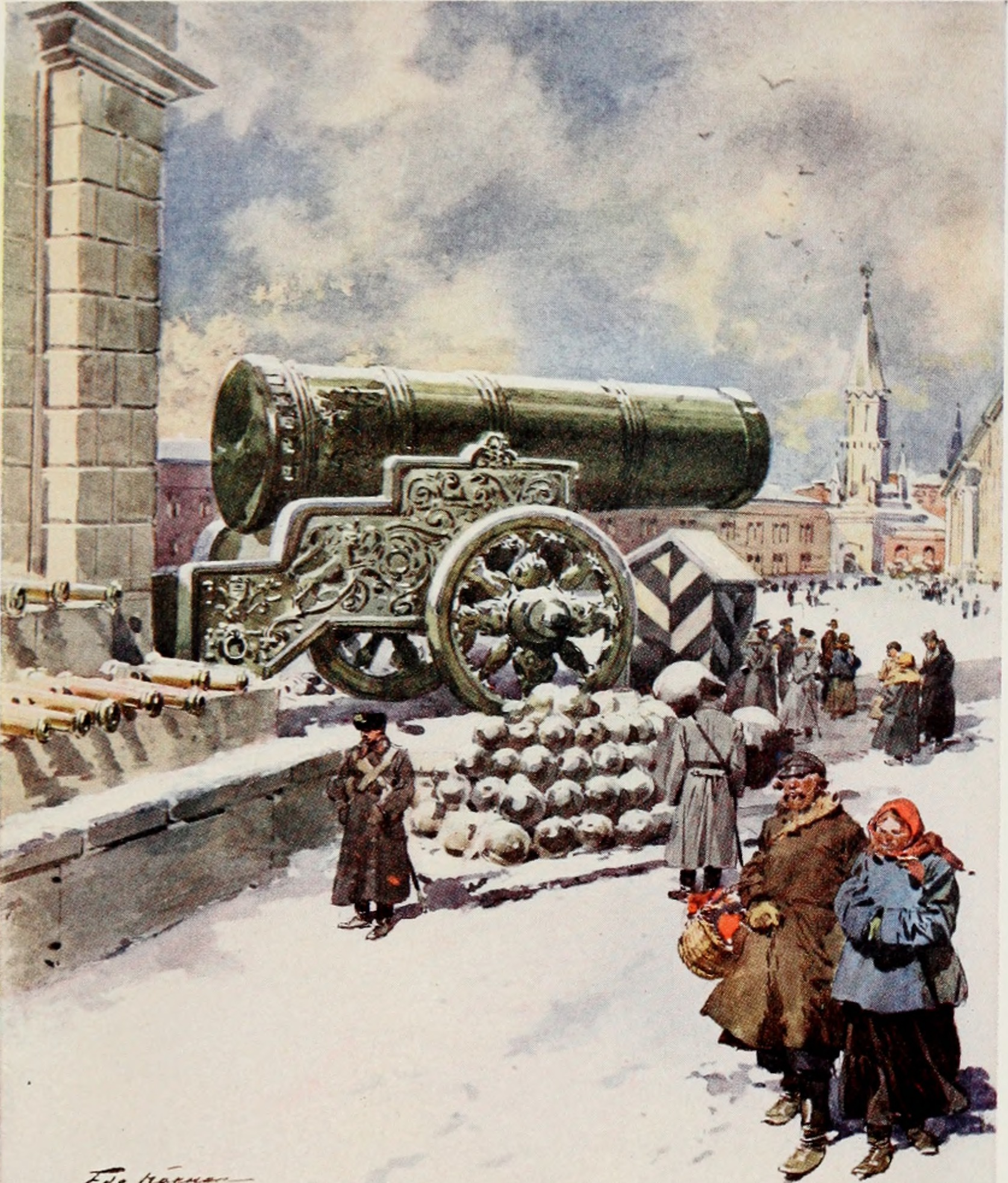
В 1913 году. Художник Фредерик де Ханен
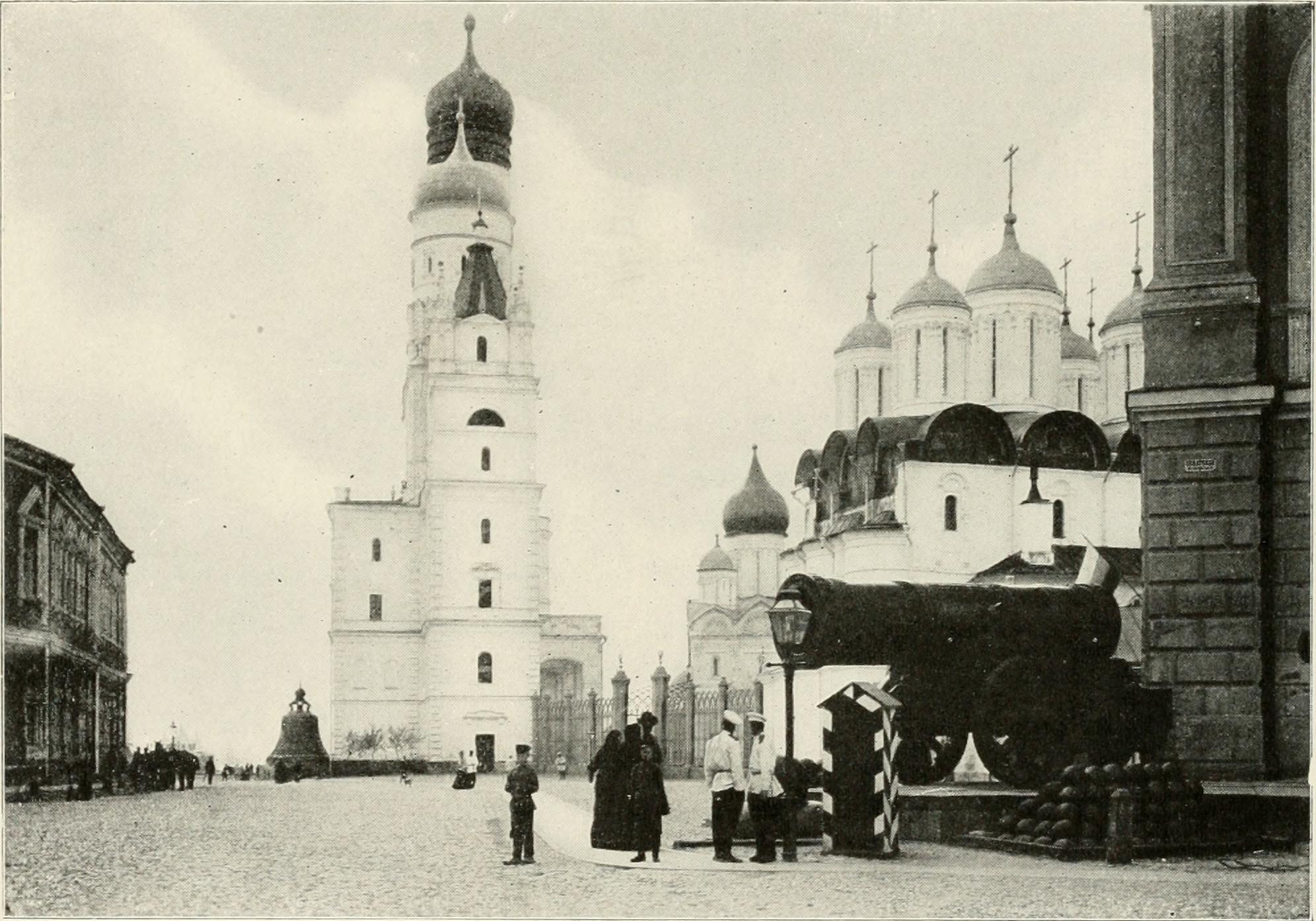
Царь-пушка (на старом месте), 1917
Царь-пушка (на новом месте), 1964
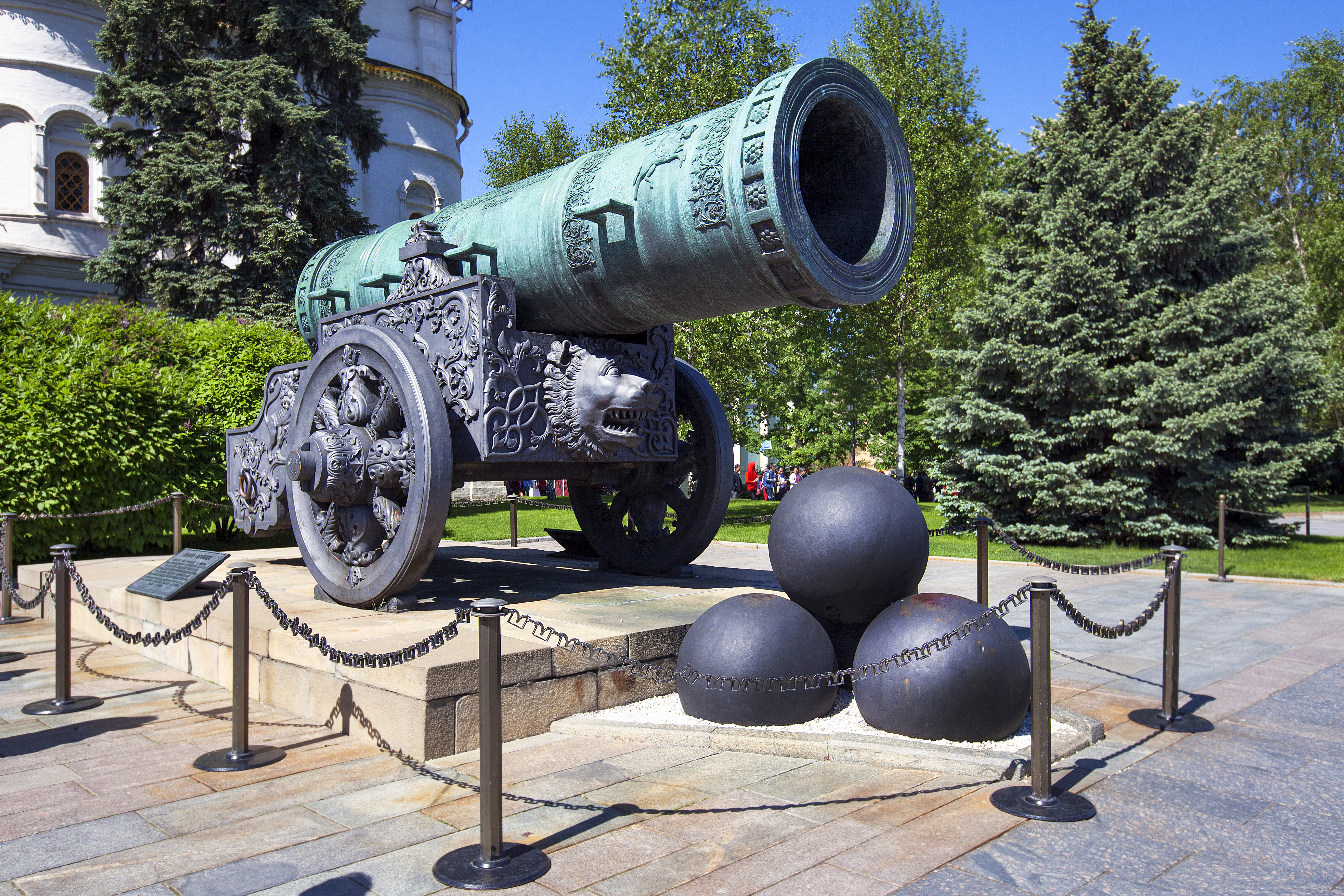
Царь-пушка, 2018

### Характеристики и оформление
Наружный диаметр ствола составляет 1200 мм, диаметр узорного пояса около дула — 1340 мм, калибр пушки — 890 мм, вес — 39 312 кг. Уникальные габариты не позволяют причислить пушку к строго определённому классу артиллерийских орудий: соотношение калибра к длине ствола равно 6, и по современной классификации пушка является мортирой, но в XVII—XVIII веках длина ствола мортир составляла не более 3,5 калибра. Конструкционные особенности позволяют отнести её к классу дробовиков.
Химический состав пушки: медь — 91,6 %, олово — 6,10 %, свинец — 0,84 %, сурьма — 0,42 %, мышьяк — 0,34 %, никель — 0,12 %, цинк — 0,053 %, алюминий около 0,05 %, марганец около 0,05 %, висмут — 0,035 %, железо — 0,010 %, магний около 0,001 %, кобальт около 0,005 %, присутствуют следы серебра.
Ствол пушки канонической формы, на передней части украшен рельефами с изображением царя Фёдора Ивановича, сидящего верхом на коне, и надписью: «Божиею милостию царь и великий князь Фёдор Иванович государь и самодержец всея великая Россия». Надпись с правой стороны: «Повелением благоверного и христолюбивого царя и великого князя Федора Ивановича государя самодержца всея великия Россия при его благочестивой и христолюбивой царице великой княгине Ирине». Надпись на левой стороне: «Слита бысть сия пушка в преименитом граде Москве лета 7094, в третье лето государства его. Делал пушку пушечный литец Андрей Чохов».
Оригинальный старославянский текст XVI века с использованием надстрочного знака и буквенной цифири:
 б͠жїєю мл͠стїю ц͠рь ї вєликїи кнзь ѳєѡдоръ ївановичь г͠дрь и самодръжєцъ всєꙗ вєликиꙗ росиꙗ • повєлєнїємъ бл͠говѣрнаго и хр͠столюбиваго ц͠рꙗ ї вєликого кнзꙗ ѳєдора ївановичꙗ г͠дрꙗ самодєръжца всєꙗ вєлїкиꙗ росїꙗ • при єго блгочєстивои и х͠олюбивои ц͠рцє ї вєликои кн͠гнє иринє • слита бысь сїꙗ пꙋшка в прєимєнитомъ и ц͠рьствꙋющемъ градє москвѣ • лєта • ҂з͠чд • в трєтьєє лѣто гдрьства єго • дѣлалъ пꙋшку пꙋшечнои литєць ѽндрѣи чоховъ

На стволе с каждой стороны размещено по четыре скобы для крепления канатов при перемещении пушки, а вместо лафета предусматривался специальный станок с заранее заданным углом возвышения. Пушка задумывалась как оборонительное оружие и предназначалась для стрельбы дробом по вражеским воинам, которые проникали в город через проделанный артиллерией пролом в стене. Из-за этого назначения пушку какое-то время называли «Дробовиком Российским». По расчётам специалистов, пушка также могла стрелять каменными ядрами весом от 750 кг до 1 тонны и использовать заряд пороха от 85 до 118 кг. Некоторые исследователи полагали, что из пушки был произведен как минимум один выстрел. Но в 1980-х годах во время реставрации пушки пришли к выводу, что из пушки не стреляли, так как её не доделали: внутренняя часть ствола не была зачищена после отливки, и в нём имелись наплывы до 20 мм, а также неровности и горелая земля. Затравочное отверстие также не было просверлено, хотя при отливке сделали начальное углубление диаметром около 10 мм.

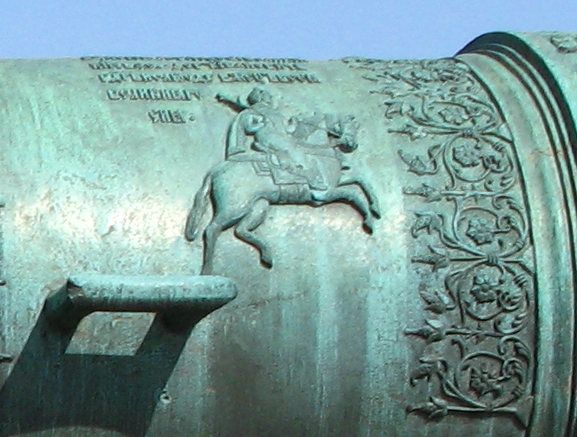
Царь-пушка. 1964 год
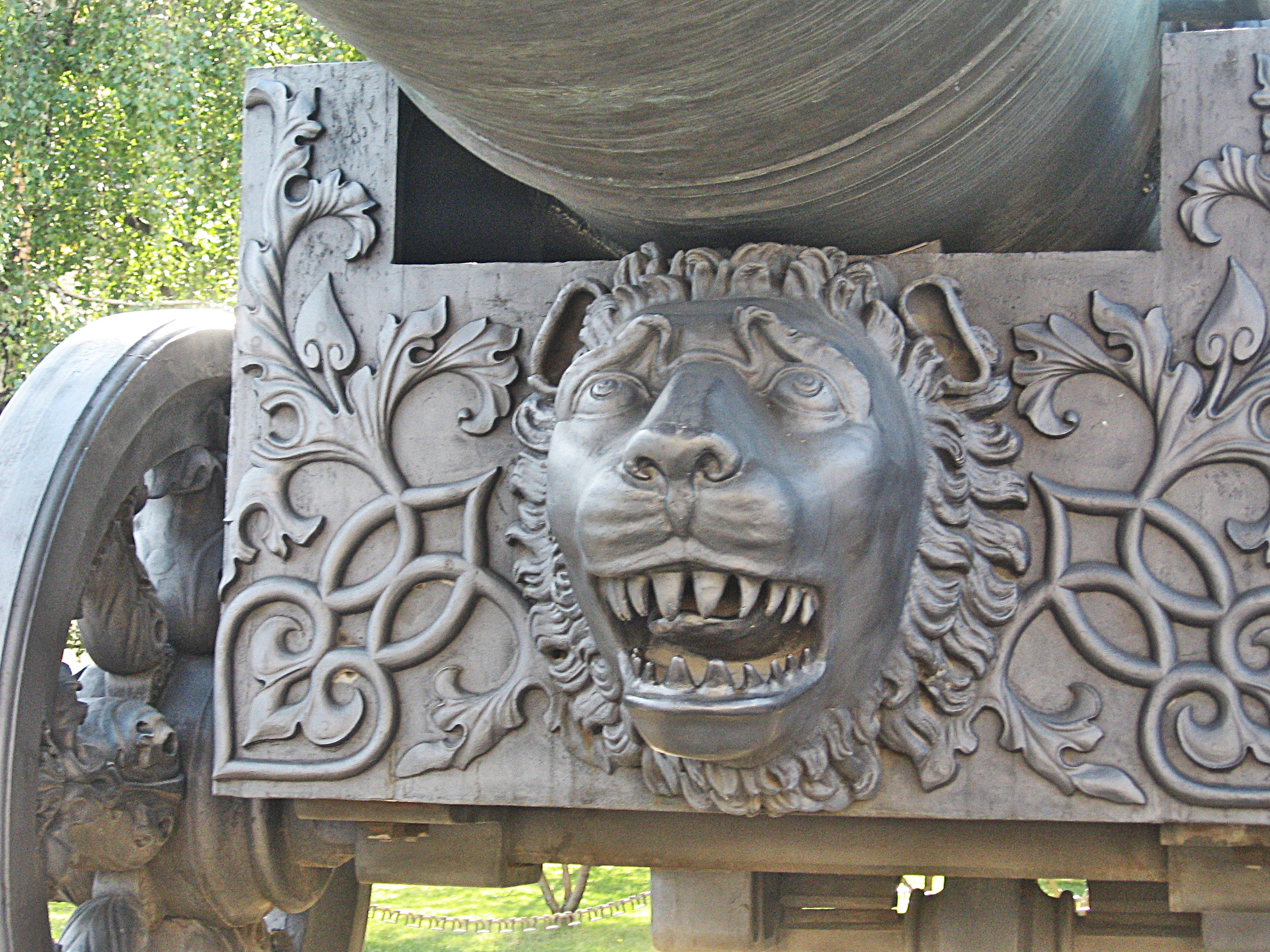
Лафет Царь-пушки. 2007 год
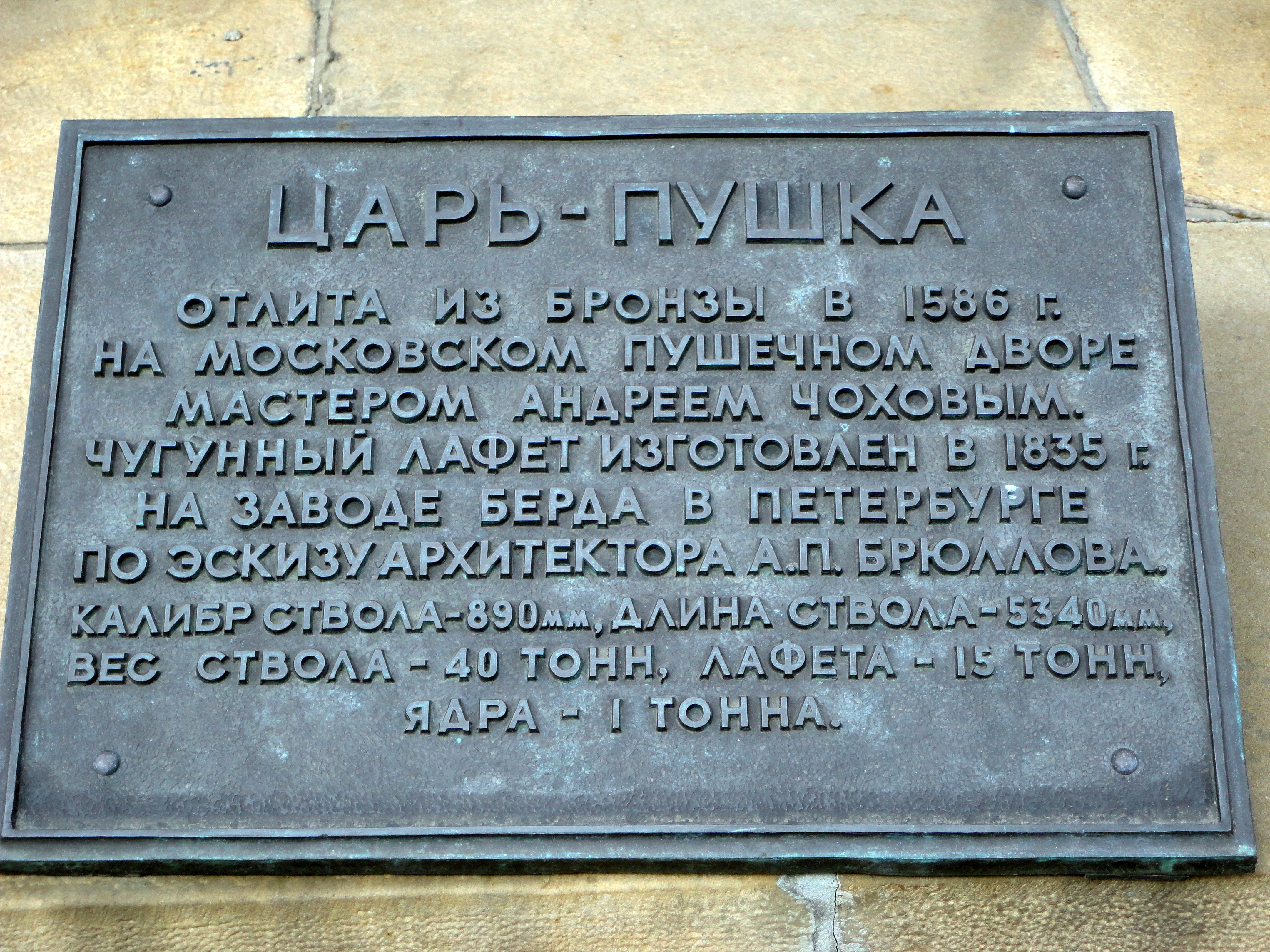
Табличка с информацией о Царь-пушке. 2018 год
Советская почтовая марка. 1978 год
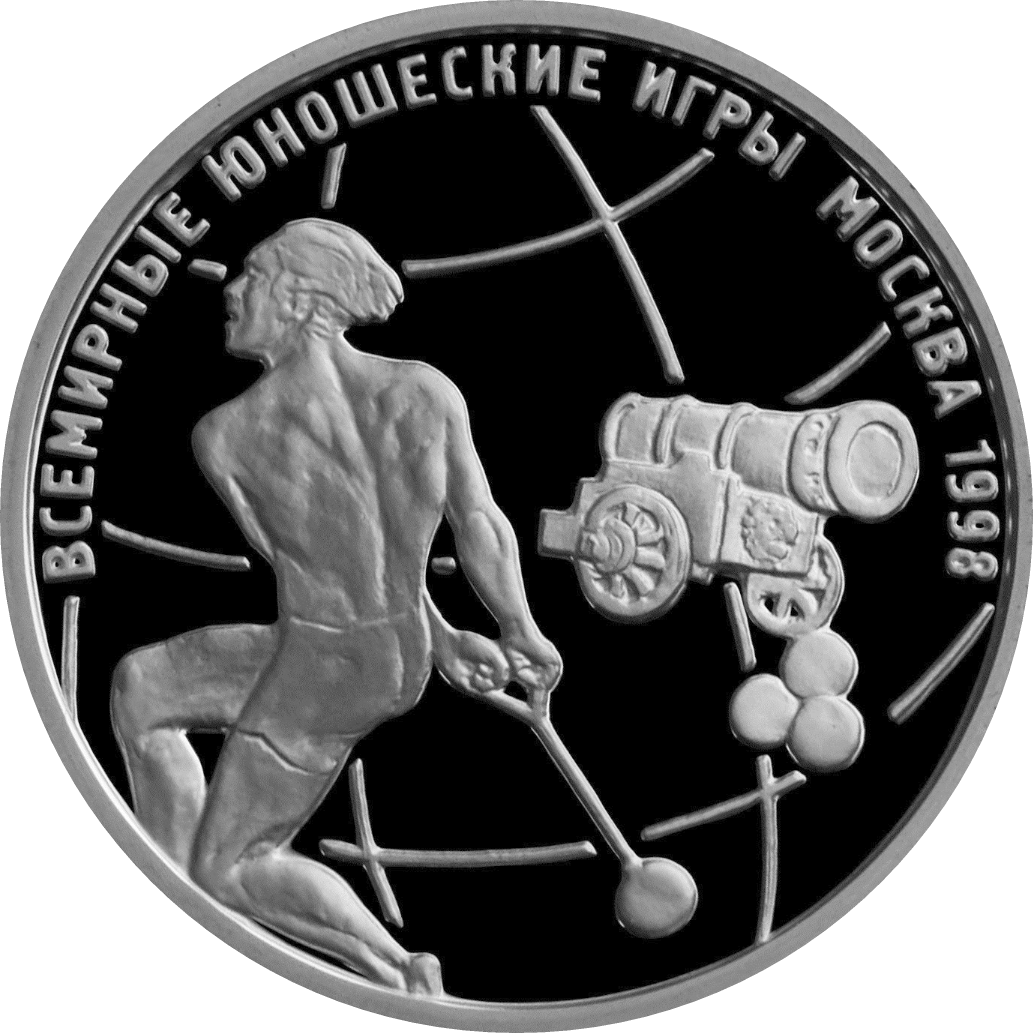
Памятная монета Банка России, 1998 г. «Всемирные юношеские игры», 1 рубль.
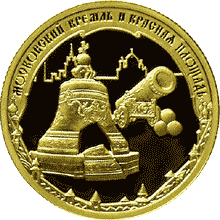
Реверс золотой памятной монеты Банка России, 2006 год, 50 рублей

## Другие крупные пушки

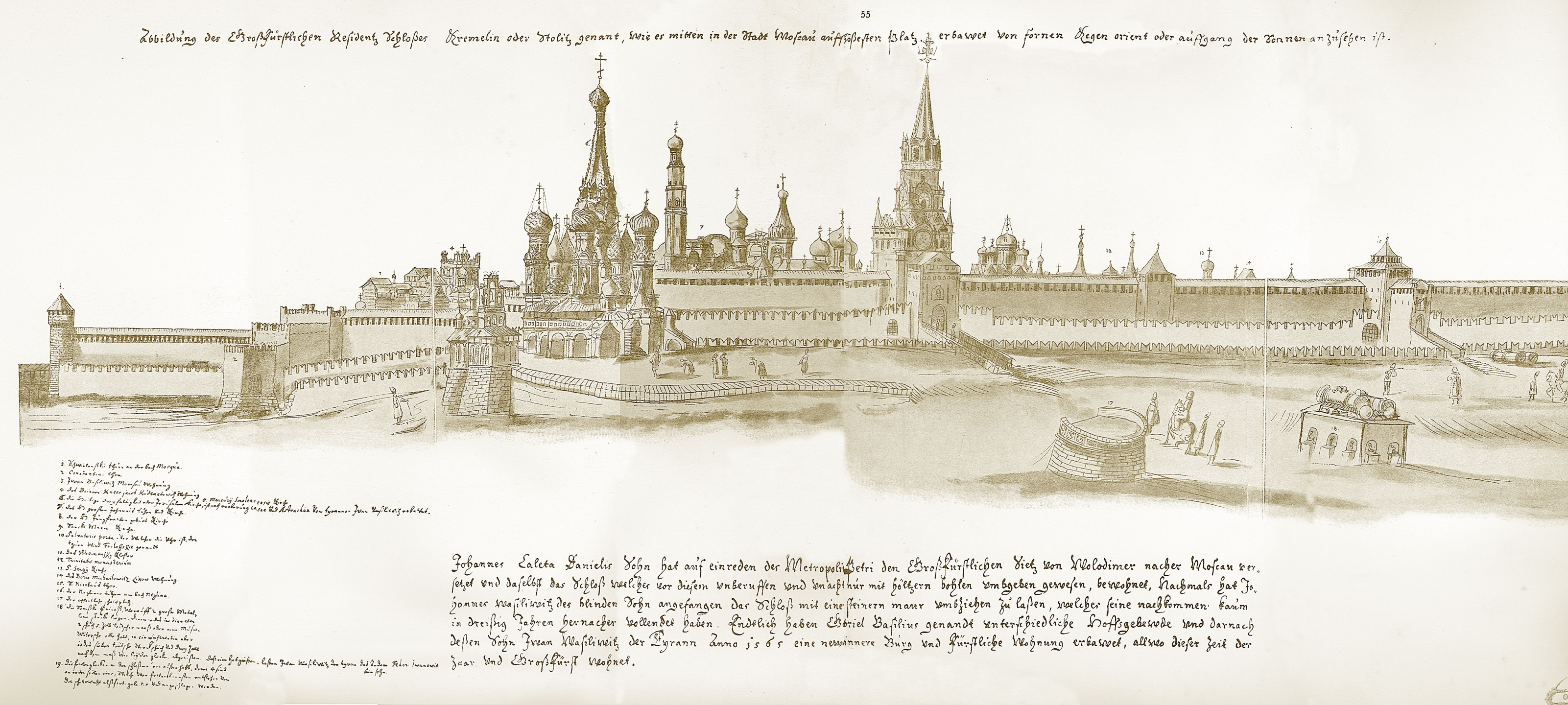
Красная площадь. Царь-пушка и «Павлин» на настиле у Лобного места. 1661 год

Созданию Царь-пушки предшествовали и другие крупнокалиберные орудия, которые упоминаются при описании осады Полоцка царём Иваном Грозным в 1563 году. В данном сражении участвовало около 150 орудий, в том числе пушки особой мощности. В описях XVI века пушками называли длинноствольные мортиры, ведущие навесной огонь, а пищалями — стенобитные орудия.
- «Кашпирова пушка» калибром около 660 мм, ядро весом 20 пудов (327 кг), мастер Кашпир Ганусов, 1555 год.
- «Степанова пушка Павлин» калибром около 600 мм и ядром в 15 пудов (245 кг), мастер Степан Петров, 1556 год.
- пушка «Павлин» калибром около 550 мм с ядром в 13 пудов (213 кг) от итальянского мастера Паоло де Боссе («Павлин Дебосис»), 1488 год.
- пушка «Ехидна», ядро каменное весом 9 пудов (147 кг), мастер Микула Микулаев, 1577 год.
- пушки «Ушатые» и «Кольчатые» с ядрами «в колено человеку и в пояс» весом 6—7 пудов (98—114 кг)
- пищаль «Орёл» стреляла ядром в 100 фунтов (40 кг) — была крупнее Инрога с ядром в 68 фунтов (27 кг)
- пищаль «Онагр» с ядром 1 пуд 7 гривенок (19 кг), мастер Первой Кузьмин, 1581 год.
- пищаль «Медведь» с ядром в 40 фунтов (16 кг) — утрачена в ходе военных действий. В 1590 году литейщик Семён Дубинин отлил нового «Медведя» такого же калибра.

В XVI—XVII веках русскими литейщиками было изготовлено множество тяжёлых пищалей, но к XVIII веку исполинские бомбарды окончательно устарели и были перелиты для изготовления других орудий.
Мастер Андрей Чохов отлил несколько крупных пушек. Его авторству принадлежат пищали:
- «Скоропея» массой в 3,6 тонны[28],
- «Троил» («Троянский царь») массой в 7 тонн[29]. В 1685 году другой мастер, Яков Дубина, отлил пушку «Троил» массой в 6438 кг. В настоящее время это орудие стоит у входа с южной стороны Арсенала[30].
- «Инрог» массой в 7434,6 кг[31].
- «Лев» массой в 5634 кг. Пищаль находилась в Пскове, она применялась в боях со шведами под Нарвой в 1700 году, шведы захватили пушку и вернули Российской империи только в 1778 году[32].
- «Аспид» массой в 6 тонн в настоящее время находится у юго-западного угла Арсенала[33].

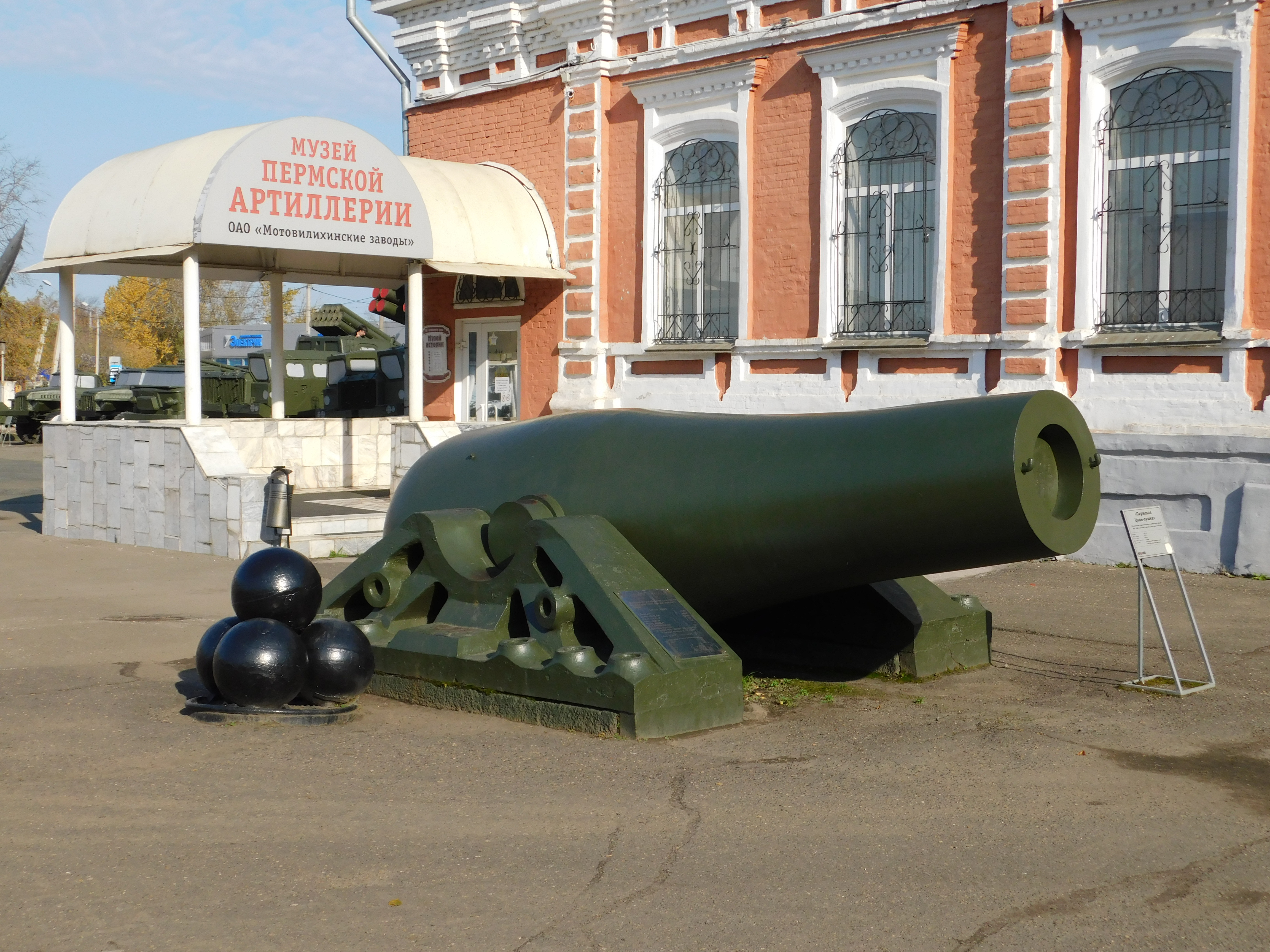
Пермская Царь-пушка, Музей пермской артиллерии

Две идентичные по форме и украшениям пушки «Волк» массой около 7 тонн каждая захватили поляки во время взятия Смоленска и вывезли в Эльбинг. В свою очередь, в 1703 году войска Карла XII захватили Эльбинг и вывезли пушки в Швецию, и в настоящее время они находятся в музее замка Грипсхольм. Помимо пушек, Андрей Чохов отливал колокола, самый большой из которых весил 32 тонны.
- В 1869 году при императоре Александре II была создана 508-мм пермская Царь-пушка.

Царь-пушка занесена в Книгу рекордов Гиннесса как бомбарда с самым большим калибром. Царь-пушка оставалась орудием с наибольшим калибром ствола (890 мм) в истории артиллерии до середины XIX века, когда была изготовлена (и даже стреляла) мортира Маллета с калибром ствола в 914 мм (36 дюймов). В 1941 году в Германии были созданы железнодорожные дальнобойные орудия «Дора» и «Густав» калибра 800 мм, превосходившие Царь-пушку размером и массой, они стреляли фугасными и бетонобойными фугасными снарядами. В 1945 году в США была изготовлена экспериментальная мортира «Маленький Дэвид» с калибром 914 мм.

## Описания в исторических источниках
- Белорусско-литовский шляхтич Самуил Маскевич, бывший в 1610 году в Московском Кремле вместе с гетманом Гонсевским, так описывает в своём дневнике это колоссальное орудие:

«Вся крепость застроена боярскими дворами, церквами, монастырями, так, что нет ни одной пустыри… Ворот в ней четверо: одни ведут к Москве реке, другие к Ивангороду. Над воротами Фроловскими, на шаре стоит орел, знамение герба Московского. Высокая, толстая стена и глубокий, обделанный с обеих сторон камнем ров отделяют Кремль от Китая-города… Трудно вообразить, …какое бесчисленное множество осадных и других огнестрельных орудий на башнях, на стенах, при воротах и на земле. Там, между прочим, я видел одно орудие, которое заряжается сотнею пуль и столько же дает выстрелов; оно так высоко, что мне будет по плечо; а пули его с гусиные яйца. Стоит против ворот, ведущих к живому мосту. Среди рынка я видел ещё мортиру, вылитую кажется только для показа: сев в неё, я на целую пядень не доставал головою до верхней стороны канала. А пахолики наши обыкновенно влезали в это орудие человека по три, и там играли в карты, под запалом, который служил им вместо окна…»

## Современность
В 2001 году ОАО «Ижсталь» изготовило 2 копии пушки. Один экземпляр был подарен Донецку и установлен на улице Артёма, как ответ на подарок копии пальмы Мерцалова, другой остался на заводе-изготовителе в Ижевске и установлен перед проходной. Копии изготовлены из чугуна в максимальном приближении к оригиналу, их вес составляет 42 тонны, вес ядра — 1,5 тонны.
В 2007 году на площади Оболенского-Ноготкова в Йошкар-Оле была установлена копия Царь-пушки в масштабе 1:2 со значительно упрощёнными рисунками рельефа. Копию изготовили на Звениговском судостроительно-судоремонтном заводе. Она отлита из стали, вес вместе с четырьмя ядрами составляет 12 тонн.

Копии Царь-пушки
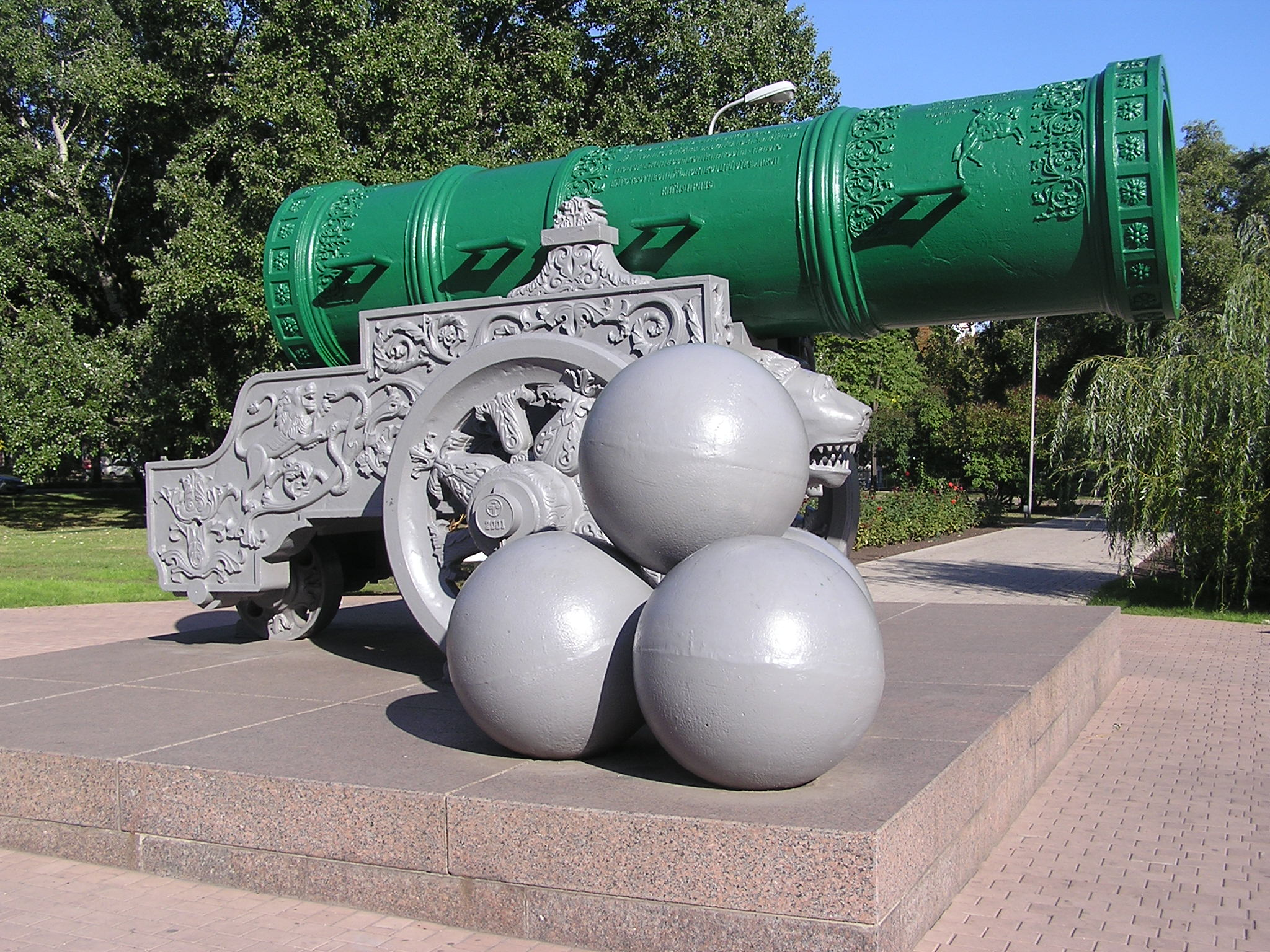
Копия в Донецке. 2009 год
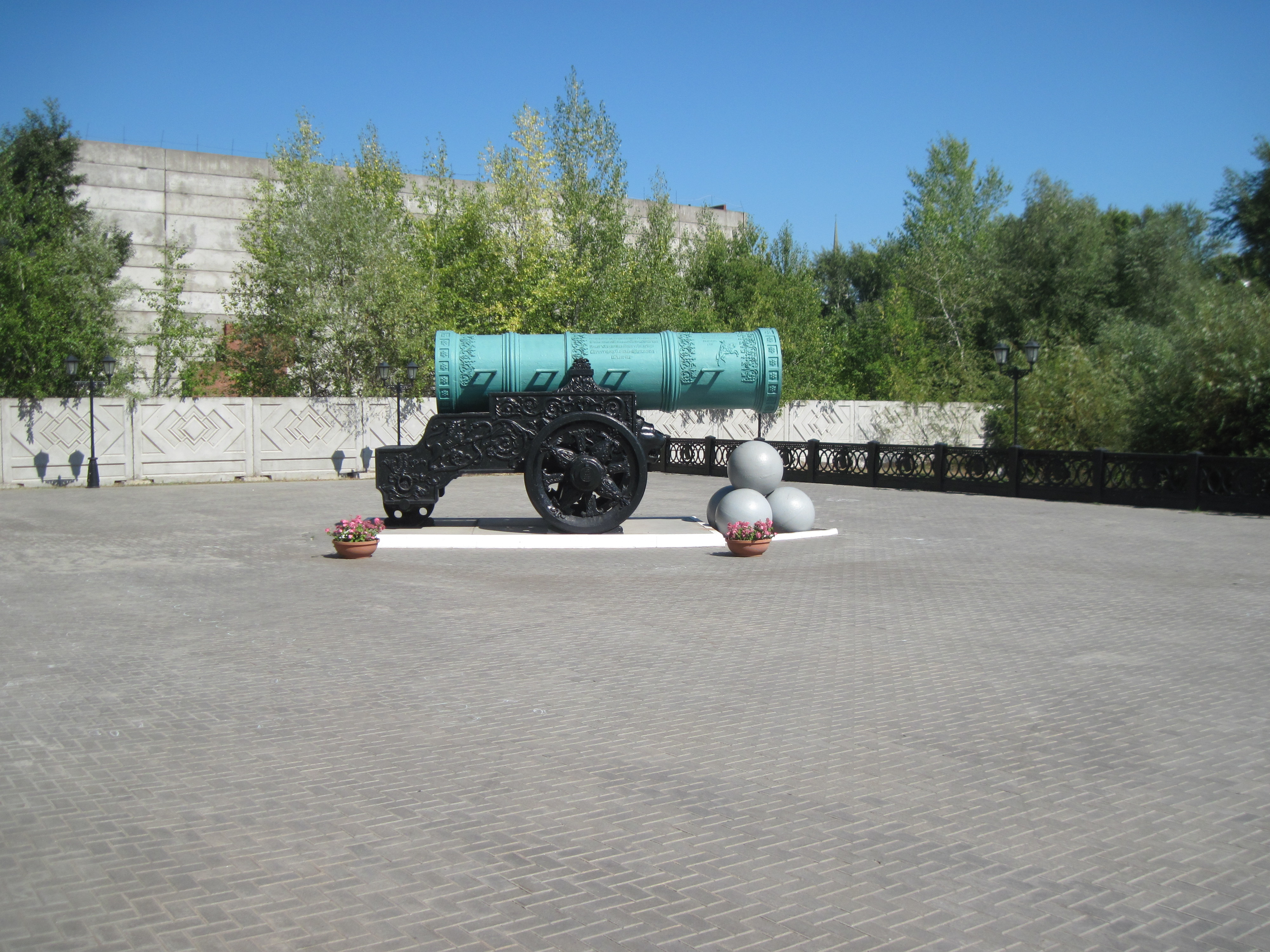
Копия в Ижевске. 2016 год
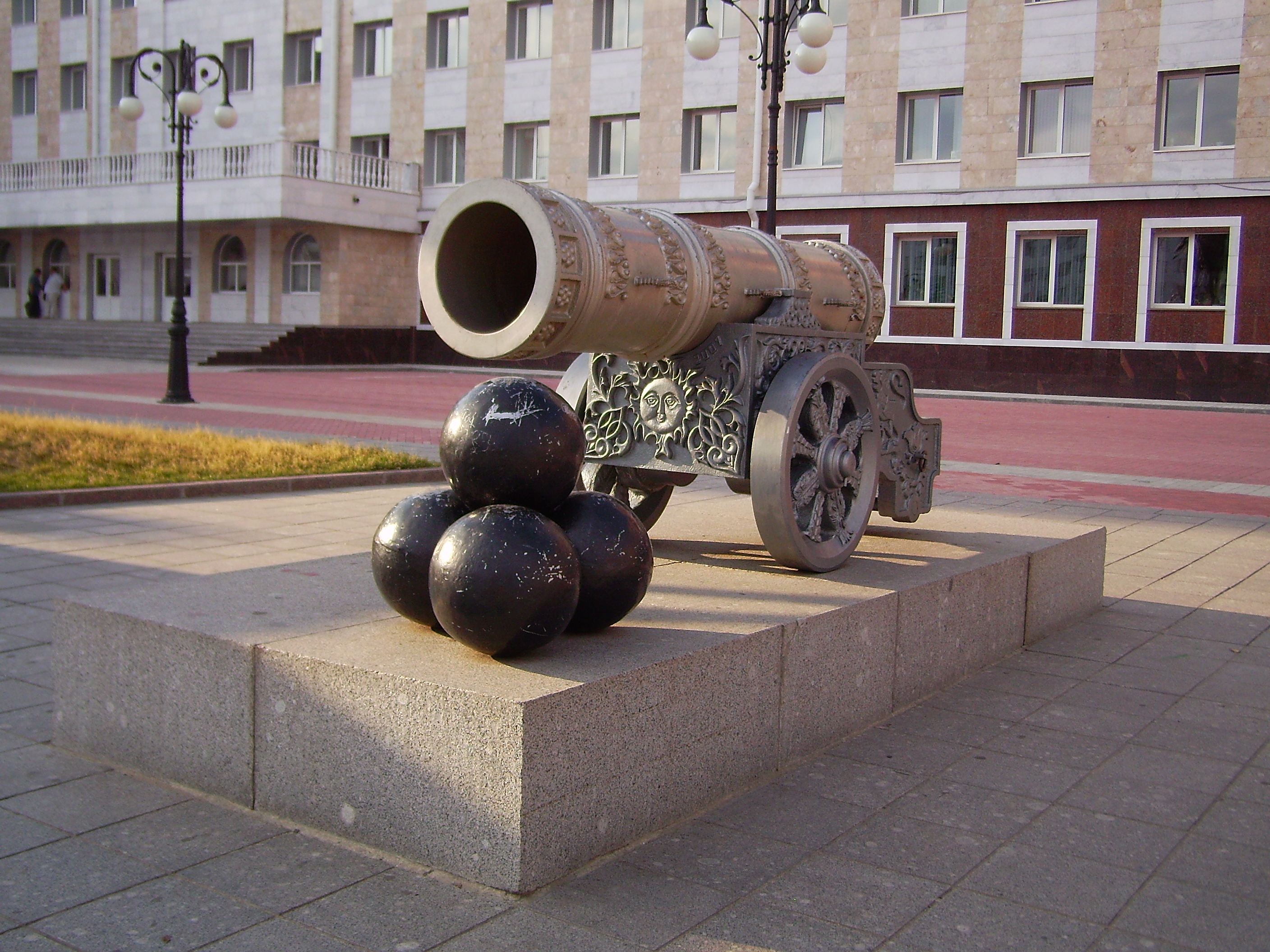
Копия в Йошкар-Оле. 2009 год